# Superizolacija
Superizolacija je pristup izradi konstrukcije, građenju i opremanju koji dramatično smanjuje gubitak topline kao i potrebu za istom korištenjem mnogo bolje izolacije i zračne nepropusnosti od uobičajene. Superizolacija je jedan od temeljnih pristupa gradnji pasivne kuće.

## Definicija
Ne postoji određena definicija superizolacije, ali superizolirane zgrade obično uključuju:
- vrlo visok stupanj izoliranosti (obično koeficijenta prijelaza topline između 0.10 i 0.15 W/(m²•K) )
- osiguran kontinuitet izolacije na spojevima zidova s krovom, temeljima i drugim zidovima
- hermetičku izgradnju, posebno oko vrata i prozora
- ventilaciju regeneracijom topline koja osigurava svjež zrak
- nema velikih prozora okrenutih u bilo kojem određenom smjeru
- ne zauzima prostor unutar zgrade, ponekad je potrebna samo mala rezervna grijalica

Nisson & Dutt (1985) predlažu kako kuća može biti opisana kao superizolirana ako je cijena grijanja prostora manja od cijene grijanja vode.

## Teorija
Superizolirana kuća je namijenjena znatnom smanjenju potrebe za grijanjem, a može biti i pretežno grijana unutrašnjim izvorima topline (otpadna toplina kućnih uređaja i tjelesna toplina stanara) s vrlo malim količinama rezervnog grijanja. To je uspješno demonstrirano čak i u vrlo hladnoj klimi, ali zahtijeva veću pažnju detaljima gradnje kad je u pitanju izolacija.

## Povijest
Termin superizolacija je prvi upotrijebio Wayne Schick na Sveučilištu Illinois. 1976. bio je dio tima koji je razvio dizajn nazvan "Lo-Cal" kuća, koristeći računalne simulacije temeljene na klimi u Madisonu, Wisconsin. Nekoliko kuća, dvoetažnih i apartmana, baziranih na Lo-Cal načelima izgrađeno je u Champaign-Urbani, Illinois u 1970-ima. 
1977. "Saskatchewan kuća" izgrađena je u Regini, Saskatchewan, a izgradila ju je skupina od nekoliko kanadskih vladinih agencija. Bila je to prva kuća koja je javno demonstrirala vrijednost superizolacije i privukla mnogo pažnje. Prvotno je uključivala neke eksperimentalne vakuumske solarne ploče u obliku cijevi, ali nisu bile potrebne pa su kasnije uklonjene. 
1977 "Leger kuću" izgradio je Eugene Leger, u East Pepperellu, Massachusetts. Imala je konvencionalniji izgled od "Saskatchewan kuće" i također izazvala velik publicitet. 
Publicitet "Saskatchewan kuće" i "Leger kuće" utjecao je na druge graditelje i mnoge superizolirane kuće izgrađene su u narednih nekoliko godina. Te su kuće također utjecale na Wolfganga Feista koji je razvio Passivhaus standard.

## Opremanje
Moguće je i sve poželjnije postaviti superizolaciju na postojeće starije kuće ili zgrade. Najčešće je najlakši način dodati slojeve trajne krute vanjske izolacije, a ponekad izgradnja novih vanjskih zidova koji dopuštaju više prostora za izolaciju. Parna pregrada može biti postavljena s vanjske strane osnovne konstrukcije, ali ne mora biti potrebna. Poboljšana kontinuirana zračna pregrada je gotovo uvijek vrijedna dodavanja, kako stariji domovi naginju propuštanju, te takva zračna pregrada može biti važna za štednju energije i trajnost. Treba pripaziti prilikom dodavanja parne pregrade jer može smanjiti sušenje eventualne vlage ili čak uzrokovati kondenzaciju ljeti (klime s vlažnim ljetima) i plijesan. Ovo može uzrokovati zdravstvene probleme stanara i oštetiti postojeću građevinu. Mnogi graditelji u Sjevernoj Kanadi koriste jednostavan 1/3 do 2/3 pristup, smještajući parnu pregradu ne dalje prema van od 1/3 vrijednosti toplinskog otpora izoliranog dijela zida. Ova metoda je generalno opravdana za unutarnje zidove koji imaju malo ili nimalo otpornosti prema prolasku pare (npr. koriste fibroznu izolaciju) i kontroliraju kondenzaciju propuštajućeg zraka kao i kondenzaciju pare koja difundira. Ovaj pristup će osigurati da se kondenzacija ne pojavi na ili s unutarnje strane parne pregrade tijekom hladnog vremena. Pravilo 1/3 : 2/3 će osigurati da temperatura parne pregrade ne padne ispod točke rosišta unutarnjeg zraka, te će umanjiti mogućnost problema kondenzacije tijekom hladnog vremena. Npr. s unutrašnjom sobnom temperaturom od 20 °C, parna pregrada će doseći samo 7.3 °C kad je vanjska temperatura  -18°C. Unutrašnje temperature rosišta zraka su vjerojatnije oko 0 °C kad je tako hladno vani, mnogo niže od predviđene temperature parne pregrade i stoga je pravilo 1/3 : 2/3 prilično konzervativno. Za klime koje često ne dosežu -18 °C, pravilo 1/3 : 2/3 bi trebalo biti izmijenjeno na 40:60 ili 50:50. Kako je unutrašnja temperatura rosišta zraka važno polazište za ovakva pravila, zgrade s visokom unutrašnjom vlažnošću tijekom hladnog vremena (npr. muzeji, bazeni, vlažni ili slabo prozračeni domovi) mogu zahtijevati različita pravila, kao i zgrade sa sušim unutarnjim ambijentom (kao jače ventilirane zgrade, skladišta). 2009 International Residential Code (IRC) utjelovljuje sofisticiranija pravila kao vodič izboru izolacije na eksterijeru novih domova, koja mogu biti primijenjena i prilikom opremanja starijih domova.
Paropropustljiv sloj s vanjske strane zida pomaže zadržati vjetar izvana, a ipak dopušta sušenje zida prema van. Asfaltni filc i drugi proizvodi kao što su proizvodi bazirani na propustljivom polimeru, dostupni su za ovu svrhu i obično dvojni kao vodootporna pregrada/drenažna ravnina. 
Unutarnja ugradnja je moguća kad vlasnik želi sačuvati staru vanjsku građu zidova ili gdje smetnje ne ostavljaju prostora za vanjsko nadograđivanje. Pečaćenje zračne pregrade je mnogo teže, a neprekidnost toplinske izolacije je ugrožena (zbog mnogo pregrada, poda, prodora za servis), osnovna struktura zida je hladnija prilikom hladnog vremena (i stoga sklona kondenzaciji i sporijem sušenju), korisnici su izloženiji većim remećenjima i kuća ima manje unutrašnjeg prostora. Drugačiji pristup je korištenje prethodno spomenute metode 1/3 do 2/3, tj. instalirati usporivač pare s unutarnje strane postojećeg zida (ako se tamo već ne nalazi) i dodati izolaciju te pojačati strukturu prema unutra. Na ovaj način, priključci (struja, telefon, kabeli, vodovodi) mogu biti dodani u ovaj novi prostor zida bez probijanja zračne pregrade. Polietilenske parne pregrade su rizične osim u vrlo hladnim klimama zato što ograničavaju sposobnost zidova da se osuše prema unutra. Ovaj pristup također ograničava količinu unutarnje izolacije koja može biti dodana.

## Cijena i korist
U novogradnji, cijena dodatne izolacije i uokvirivanja zidova može biti protuteža potrebi za sustavom centralnog grijanja. U domovima s više prostorija, s više od jedne etaže, klimatiziranima ili prostorno velikima, centralna peć je često opravdana i neophodna kako bi osigurala dovoljno ujednačene toplinske uvjete. Male peći nisu jako skupe, a cjevovod u svakoj sobi je gotovo uvijek potreban kako bi osigurao ventilaciju zraka u svakom slučaju. Iz razloga što je maksimalna potražnja i godišnja upotreba energije niska, suvremeni i skupi sustavi centralnog grijanja nisu često traženi. Stoga, čak i električne otporne grijalice mogu biti korištene. Električne grijalice se tipično koriste samo u najhladnijim zimskim noćima kad je ukupna potražnja za strujom niska. Drugi oblici rezervnog grijanja se široko koriste, kao što su drveni briketi, tj. peći na drva, bojleri ili peći na prirodni plin. Cijena nadogradnje superizolacije možda će trebati biti usklađena s budućom cijenom ogrjevnog goriva (za koje se očekuje oscilacija iz godine u godinu u skladu s problemima opskrbe, prirodnim katastrofama ili geopolitičkim događajima), željom smanjenja zagađenja od grijanja zgrada ili željom za snabdjevanjem izuzetnom toplotnom ugodnošću. 
Superizoliranoj kući treba duže vremena da se ohladi u uvjetima dugotrajnog energetskog kvara tijekom hladnog vremena, npr. nakon ozbiljne snježne oluje koja naruši prijenos električne struje jer je gubitak topline mnogo sporiji nego u običnim zgradama, ali kapacitet čuvanja topline sastavnih materijala i sadržaja je isti. Loše vrijeme može smetati napore za uspostavljanjem energije, vodeći prema prekidima rada kroz tjedan dana ili više. Kad su lišene stalne opskrbe strujom (bilo za grijanje direktno, ili rukovanje plinskim pećima), konvencionalne kuće se ohlade puno brže tijekom hladnog vremena, te mogu biti u većem riziku od skupog oštećenja prilikom smrzavanja cijevi za vodu. Korisnici koji upotrebljavaju dodatne metode grijanja bez propisane brige tijekom takvih razdoblja, ili u bilo koje drugo vrijeme, mogu izložiti sebe riziku od požara ili trovanja ugljičnim monoksidom.